# Codonopsis levicalyx
Codonopsis levicalyx là loài thực vật có hoa trong họ Hoa chuông. Loài này được L.D.Shen mô tả khoa học đầu tiên năm 1975.